# جنگل دیرهای
جنگل دیرهای (به لاتین: Store Dyrehave) یک جنگل در دانمارک است که در Hillerød Municipality واقع شده‌است.